# Val di Gressoney

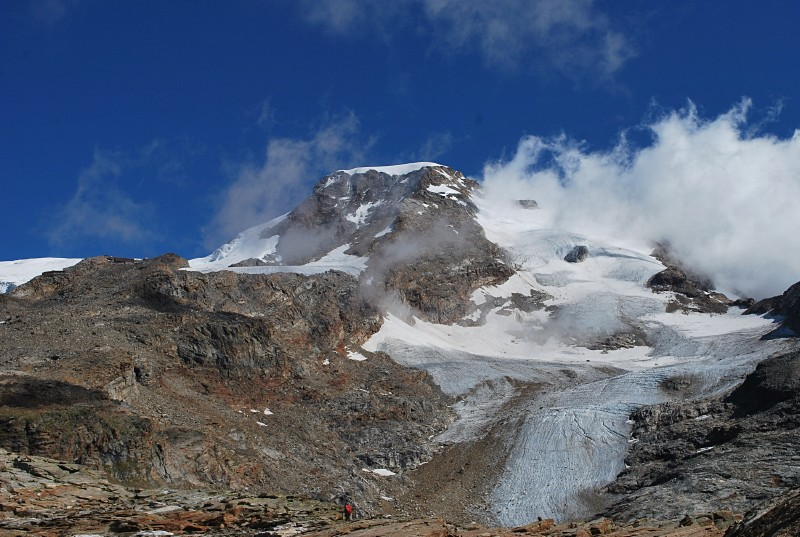
Piramide Vincent i lodowiec Ghiacciaio del Lys

Val di Gressoney (także Valle del Lys) – dolina we Włoszech, w Alpach Pennińskich, w regionie Dolina Aosty. Jej wylot znajduje się w miejscowości Pont-Saint-Martin. Stąd dolina prowadzi na północ i dochodzi do masywów Breithorn – Lyskamm i Monte Rosa za którymi znajduje się szwajcarska dolina Mattertal.

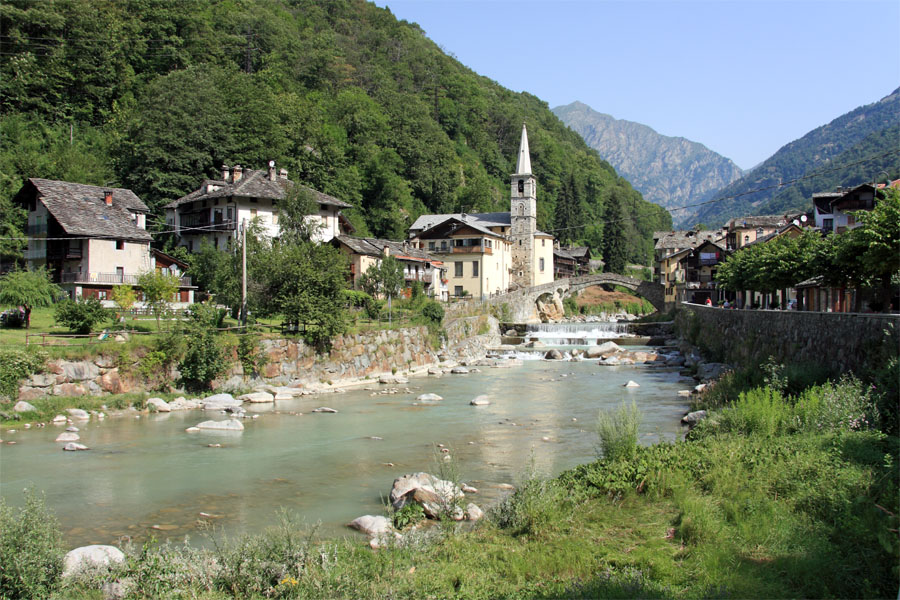
Potok Lys w miasteczku Fontainemore

Od zachodu dolinę ogranicza boczny grzbiet masywu Breithorn – Lyskamm (odchodzący ze szczytu Lyskamm Ostgipfel), za którym znajduje się dolina Val d’Ayas. Są tu m.in. szczyty Naso del Lyskamm (4272 m), Perazzispetz (3906 m), Testa Grigia (3314 m) i Rothorn (3157 m).
Od wschodu dolinę Val di Gressoney ogranicza potężny boczny grzbiet masywu Monte Rosa m.in. ze szczytami Schwarzhorn (4322 m), Piramide Vincent (4215 m), Balmenhorn (4167 m), Punta Giordani (4046 m) i Punta Vittoria (3435 m). Grzbiet ten oddziela dolinę Val di Gressoney od doliny Valsesia i jest granicą między regionami Dolina Aosty i Piemont.
Doliną płynie potok Lys wypływający z lodowca Ghiacciaio del Lys. U wylotu doliny, w miejscowości Pont-Saint-Martin, wpada on do rzeki Dora Baltea.
Większe miejscowości w dolinie to Perloz, Lillianes, Fontainemore, Issime, Gaby, Gressoney-Saint-Jean i Gressoney-La-Trinité.